# Camp de Batalla Nacional d'Antietam

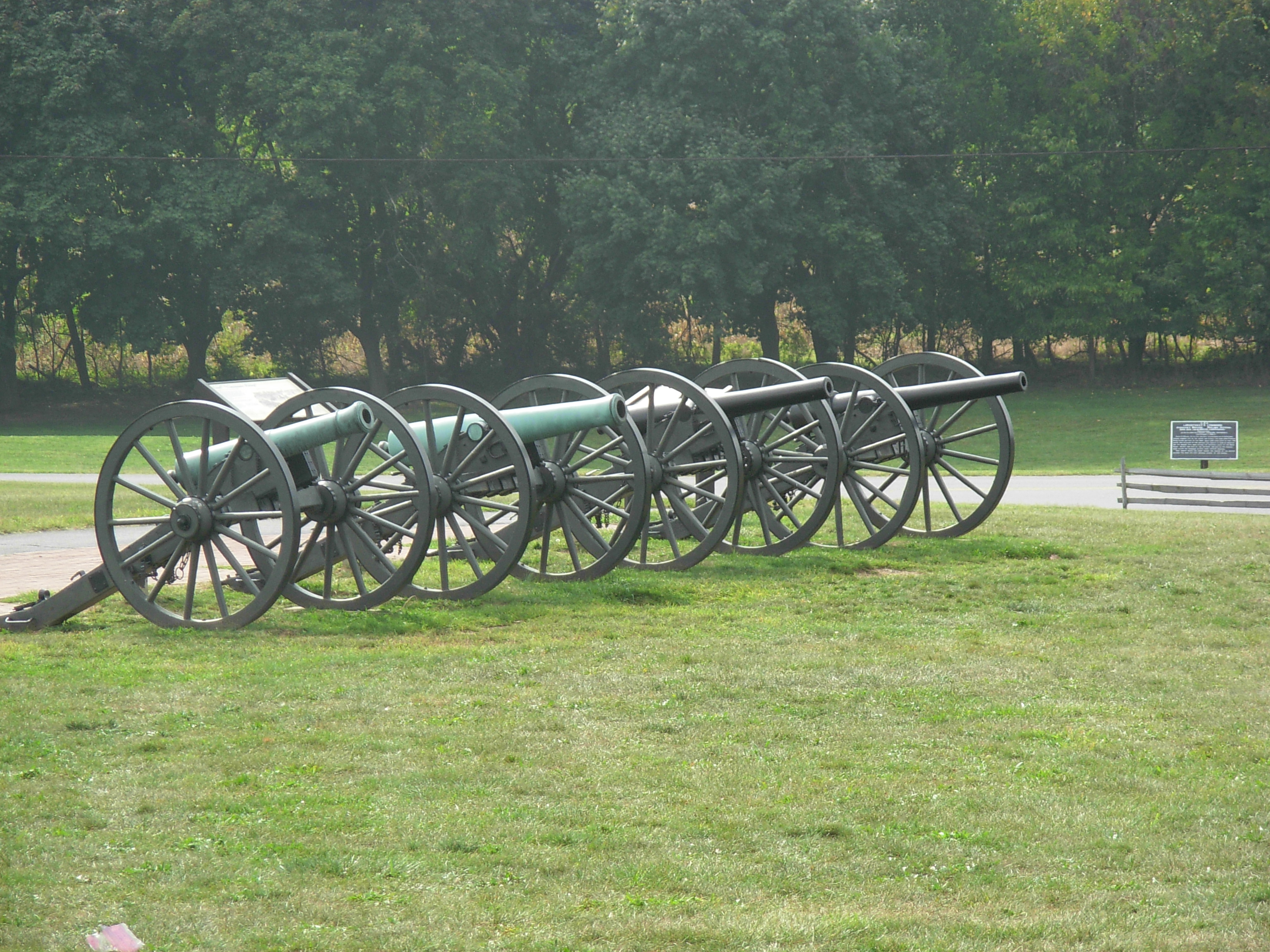
Filera de canons al Camp de Batalla d'Antietam

El Camp de Batalla Nacional d'Antietam (Antietam National Battlefield) és una àrea protegida com a unitat oficial del National Park Service al llarg del rierol Antietam, que commemora la batalla d'Antietam de la Guerra Civil dels Estats Units, ocorreguda el 17 de setembre de 1862.
L'àrea, situada al damunt de camps emmig dels contraforts dels Apalatxes, vora el riu Potomac, hostatja el lloc del camp de batalla, un centre de visitants, un cementiri militar nacional i un museu d'hospital de camp. Actualment, més de 330.000 persones visiten el parc cada any.